# Wassil Gendow

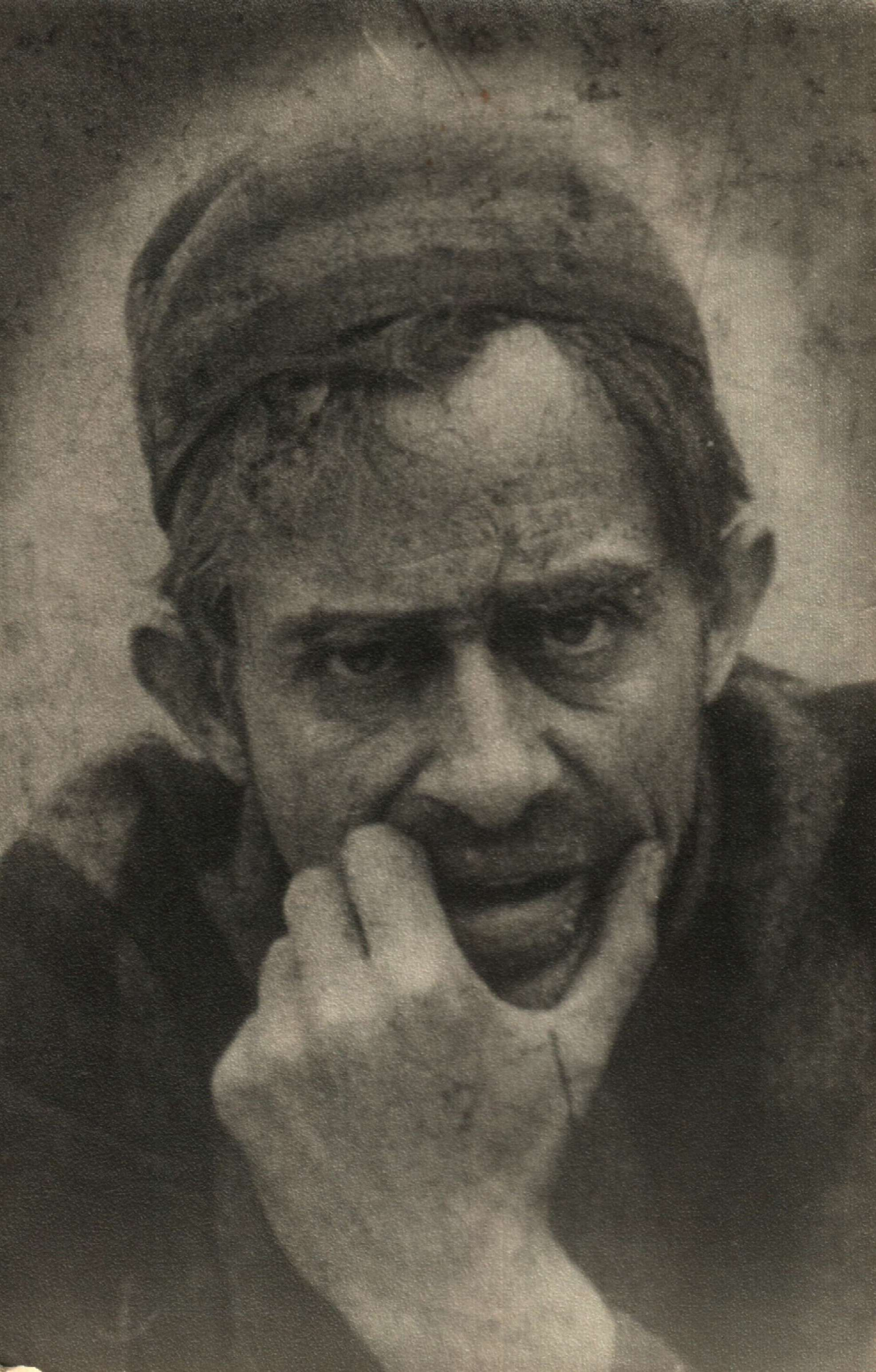
Wassil Gendow, 1929

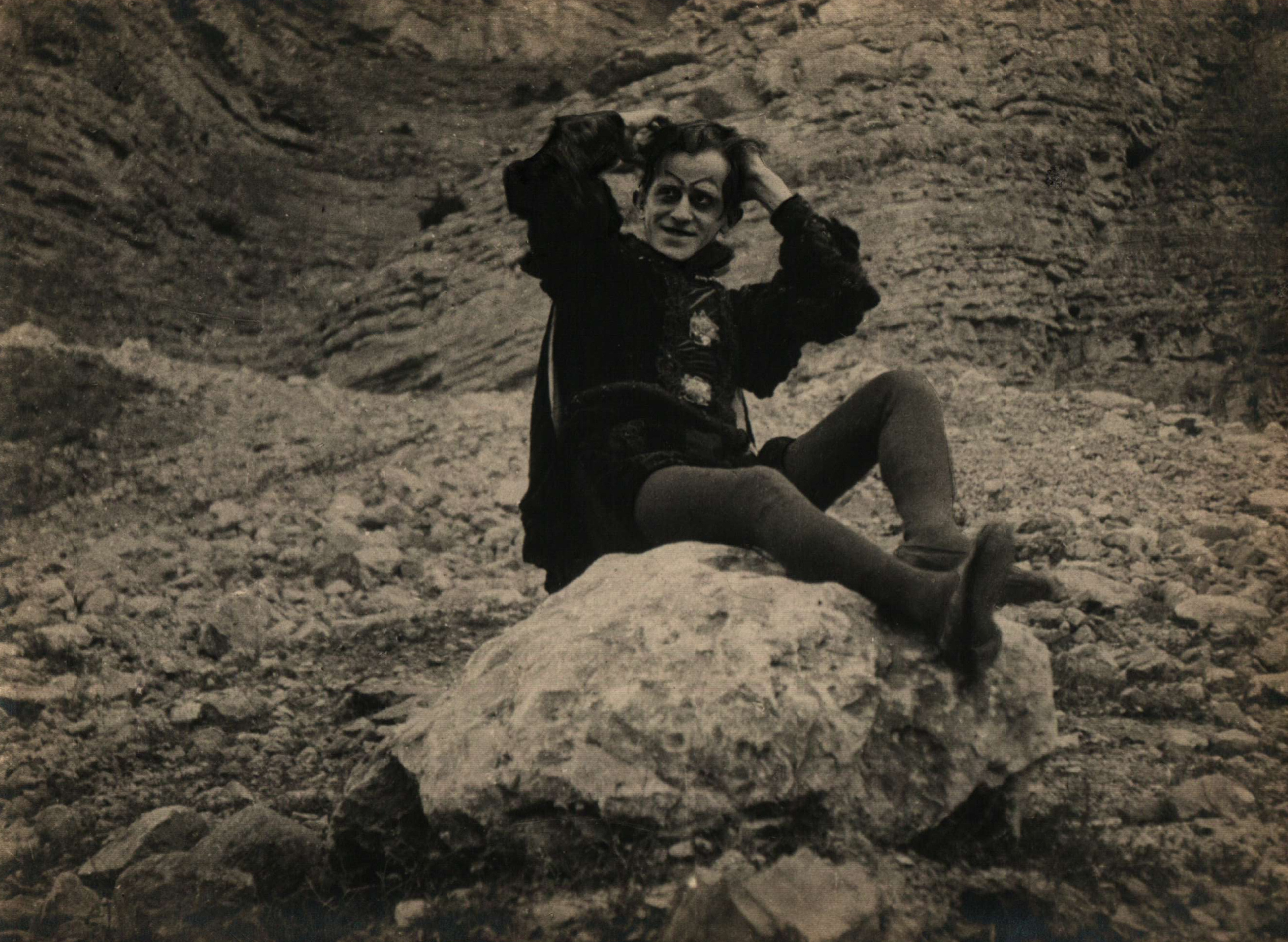
Gendow am Drehort von Dyavolat v Sofia, 1921

Wassil Gendow, eigentlich Wassil Dimow Hadshigendow (bulgarisch Васил Гендов, * 24. November 1891 in Sliwen; † 3. September 1970 in Sofia) war ein bulgarischer Regisseur, Schauspieler und Drehbuchautor. Er gilt als Pionier des bulgarischen Films.

## Leben
Er studierte am Theaterinstitut in Wien. 1915 drehte er mit der Komödie Der Bulgare ist galant den ersten bulgarischen Film. Es folgten weitere Werke, wobei er zumeist nicht nur Regie führte, sondern auch das Drehbuch schrieb und als Hauptdarsteller fungierte. 1933 drehte er mit dem Film Der Aufstand der Sklaven auch den ersten bulgarischen Tonfilm.

## Filmografie
- 1915: Balgaran e galant
- 1917: Lyubovta e ludost
- 1921: Dyavolat v Sofia
- 1922: Voenni deystviya v mirno vreme
- 1922: Bay Ganyo
- 1927: Chovekat, koyto zabravi boga
- 1928: Patyat na bezpatnite
- 1929: Ulichni bozhestva
- 1930: Burya na mladostta
- 1933: Buntat na robite
- 1937: Zemyata gori